# Futbol'nyj Klub Desna Černihiv 2015-2016
Questa voce raccoglie le informazioni riguardanti il Futbol'nyj Klub Desna Černihiv nelle competizioni ufficiali della stagione 2015-2016.

## Maglie e sponsor
Lo sponsor tecnico per la stagione 2021-2022 è stato Parimatch. 
| Casa | Trasferta |

## Stagione
Nella stagione 2015-2016 il Desna Černihiv ha disputato la Perša Liha, la seconda massima serie del campionato ucraino di calcio.

## Rosa

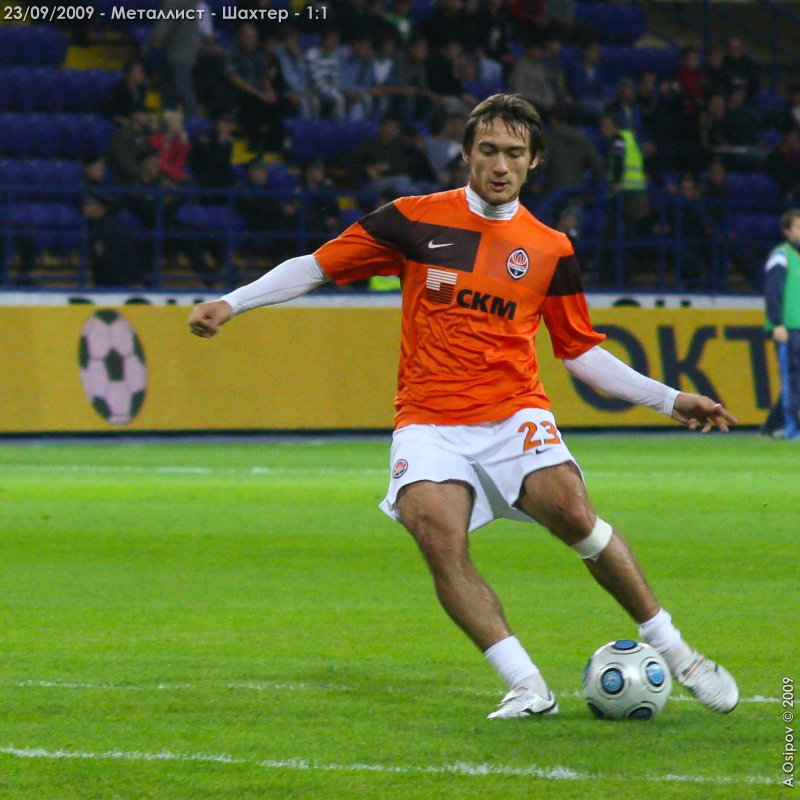
Il centrocampista Kostjantyn Kravčenko

| N. |                    | Ruolo | Calciatore         |
| -- | ------------------ | ----- | ------------------ |
| 1  | Ucraina (bandiera) | P     | Oleh Shevchenko    |
| 2  | Ucraina (bandiera) | D     | Maksym Leshchenko  |
| 3  | Ucraina (bandiera) | D     | Pavlo Shchedrakov  |
| 4  | Ucraina (bandiera) | D     | Vadym Melnyk       |
| 5  | Ucraina (bandiera) | D     | Volodymyr Chulanov |
| 6  | Ucraina (bandiera) | D     | Dmytro Zaderec'kyj |
| 6  | Ucraina (bandiera) | D     | Rudolf Sukhomlynov |
| 7  | Ucraina (bandiera) | C     | Jevhen Cepurnenko  |
| 9  | Ucraina (bandiera) | C     | Maksym Marusych    |
| 9  | Ucraina (bandiera) | A     | Petro Kondratyuk   |
| 10 | Ucraina (bandiera) | A     | Mykyta Vovchenko   |
| 10 | Ucraina (bandiera) | A     | Aderinsola Eseola  |
| 12 | Ucraina (bandiera) | C     | Jehor Kartušov     |
| 13 | Ucraina (bandiera) | C     | Jevhen Yeliseyev   |

| N. |                    | Ruolo | Calciatore            |
| -- | ------------------ | ----- | --------------------- |
| 13 | Georgia (bandiera) | C     | Luka Koberidze        |
| 15 | Ucraina (bandiera) | C     | Artem Gryshchenko     |
| 17 | Ucraina (bandiera) | A     | Ruslan Kisil          |
| 18 | Ucraina (bandiera) | D     | Rudolf Sukhomlynov    |
| 19 | Ucraina (bandiera) | D     | Vadym Malyuk          |
| 21 | Ucraina (bandiera) | C     | Kostjantyn Kravčenko  |
| 21 | Ucraina (bandiera) | C     | Denys Favorov         |
| 22 | Ucraina (bandiera) | D     | Oleksandr Josha       |
| 27 | Ucraina (bandiera) | C     | Oleksandr Čornomorec' |
| 31 | Ucraina (bandiera) | P     | Serhiy Sitalo         |
| 47 | Ucraina (bandiera) | P     | Bohdan Kohut          |
| 77 | Ucraina (bandiera) | A     | Oleksandr Ivashchenko |
|    | Ucraina (bandiera) | D     | Andrij Smalko         |

## Calciomercato

### Sessione estiva (dall'1/9 al 5/10)
| Acquisti         | Acquisti           | Acquisti       | Acquisti   |
| R.               | Nome               | da             | Modalità   |
| ---------------- | ------------------ | -------------- | ---------- |
| D                | Oleh Lutsenko      | Hirnyk-Sport   | svincolato |
| D                | Dmytro Zaderetskyi | Volyn'         | svincolato |
| D                | Oleksandr Josha    | Šachtar-3      | svincolato |
| C                | Mykyta Vovchenko   | Poltava        | svincolato |
| C                | Artem Gryshchenko  | Nyva Ternopil' | svincolato |
| A                | Aderinsola Eseola  | Arsenal Kiev   | svincolato |
| Altre operazioni |                    |                |            |
| R.               | Nome               | da             | Modalità   |

| Cessioni         | Cessioni        | Cessioni          | Cessioni   |
| R.               | Nome            | a                 | Modalità   |
| ---------------- | --------------- | ----------------- | ---------- |
| C                | Mychajlo Kozak  | Oleksandrija      | svincolato |
| D                | Vadym Zhuk      | Hirnyk Kryvyi Rih | svincolato |
| C                | Oleh Leonidov   | Kolos Kovalivka   | svincolato |
| A                | Yuriy Furta     | Ruch L'viv        | svincolato |
| D                | Yarema Kavatsiv | Zirka             | svincolato |
| Altre operazioni |                 |                   |            |
| R.               | Nome            | a                 | Modalità   |

### Sessione invernale (dal 4/1 all'1/2)
| Acquisti         | Acquisti              | Acquisti         | Acquisti   |
| R.               | Nome                  | da               | Modalità   |
| ---------------- | --------------------- | ---------------- | ---------- |
| P                | Bohdan Kohut          | Bălți            | svincolato |
| D                | Maksym Leshchenko     | Mykolaïv         | svincolato |
| C                | Luka Koberidze        | Guria Lanchkhuti | svincolato |
| A                | Oleksandr Ivashchenko | Oleksandrija     | svincolato |
| Altre operazioni |                       |                  |            |
| R.               | Nome                  | da               | Modalità   |

| Cessioni         | Cessioni          | Cessioni     | Cessioni   |
| R.               | Nome              | a            | Modalità   |
| ---------------- | ----------------- | ------------ | ---------- |
| C                | Ruslan Kisil'     | Mariupol'    | svincolato |
| D                | Oleh Lutsenko     | Gagra        | svincolato |
| C                | Mykyta Vovchenko  | -            | svincolato |
| A                | Aderinsola Eseola | Arsenal Kiev | svincolato |
| C                | Maksym Marusych   | Hirnyk-Sport | svincolato |
| D                | Andrij Smalko     | Arsenal Kiev | svincolato |
| Altre operazioni |                   |              |            |
| R.               | Nome              | a            | Modalità   |

## Risultati

### Kubok Ukraïny

#### Risultati
| Arbitro: | Maksym Kozyriatskyi |

|                                          |                      |                                   |
| Kondratyuk 57’                           | Marcatori            | 18’ Šynder                        |
| Čepurnenko Kondratyuk Chulanov Kravčenko | Tiri di rigore 2 – 4 | Tkačuk Česnakov Dytjat'jev Skljar |

## Statistiche

### Statistiche di squadra
| Competizione  | Punti | In casa | In casa | In casa | In casa | In casa | In casa | In trasferta | In trasferta | In trasferta | In trasferta | In trasferta | In trasferta | Totale | Totale | Totale | Totale | Totale | Totale | DR |
| Competizione  | Punti | G       | V       | N       | P       | Gf      | Gs      | G            | V            | N            | P            | Gf           | Gs           | G      | V      | N      | P      | Gf     | Gs     | DR |
| ------------- | ----- | ------- | ------- | ------- | ------- | ------- | ------- | ------------ | ------------ | ------------ | ------------ | ------------ | ------------ | ------ | ------ | ------ | ------ | ------ | ------ | -- |
| Perša Liha    | 30    | 15      | 5       | 2       | 7       | 17      | 16      | 15           | 5            | 5            | 6            | 13           | 17           | 30     | 10     | 7      | 13     | 30     | 33     | -3 |
| Kubok Ukraïny | -     | 1       | 0       | 0       | 1       | 1       | 1       | 0            | 0            | 0            | 0            | 0            | 0            | 0      | 0      | 0      | 0      | 0      | 0      | 0  |
| Totale        | 30    | 16      | 5       | 2       | 8       | 18      | 17      | 15           | 5            | 5            | 6            | 13           | 17           | 30     | 10     | 7      | 13     | 30     | 33     | -3 |

### Andamento in campionato
| Giornata  | 1 | 2  | 3 | 4  | 5  | 6  | 7  | 8  | 9  | 10 | 11 | 12 | 13 | 14 | 15 | 16 | 17 | 18 | 19 | 20 | 21 | 22 | 23 | 24 | 25 | 26 | 27 | 28 | 29 | 30 |
| --------- | - | -- | - | -- | -- | -- | -- | -- | -- | -- | -- | -- | -- | -- | -- | -- | -- | -- | -- | -- | -- | -- | -- | -- | -- | -- | -- | -- | -- | -- |
| Luogo     | T | C  | T | C  | T  | C  | T  | C  | T  | C  | T  | C  | T  | T  | C  | C  | T  | C  | T  |    | T  | C  | T  | C  | T  | C  | T  | C  | C  | T  |
| Risultato | N | P  | V | P  | P  | V  | V  | N  | N  | P  | P  | V  | V  | N  | P  | P  | P  | V  | V  |    | P  | P  | N  | P  | N  | V  | V  | N  | V  | P  |
| Posizione | 7 | 12 | 9 | 11 | 12 | 10 | 10 | 10 | 11 | 10 | 13 | 10 | 8  | 8  | 9  | 11 | 11 | 11 | 9  | 7  | 7  | 10 | 10 | 10 | 10 | 9  | 8  | 8  | 8  | 8  |

Legenda:

Luogo: C = Casa; T = Trasferta. Risultato: V = Vittoria; N = Pareggio; P = Sconfitta.

### Statistiche dei giocatori
Sono in corsivo i calciatori che hanno lasciato la società a stagione in corso.
| Giocatore      | Perša Liha | Perša Liha | Perša Liha  | Perša Liha | Coppa Ucraina | Coppa Ucraina | Coppa Ucraina | Coppa Ucraina | Totale   | Totale | Totale      | Totale     |
| Giocatore      | Presenze   | Reti       | Ammonizioni | Espulsioni | Presenze      | Reti          | Ammonizioni   | Espulsioni    | Presenze | Reti   | Ammonizioni | Espulsioni |
| -------------- | ---------- | ---------- | ----------- | ---------- | ------------- | ------------- | ------------- | ------------- | -------- | ------ | ----------- | ---------- |
| J. Cepurnenko  | 28         | 11         | 0           | 0          | 1             | 0             | 0             | 0             | 29       | 11     | 0           | 0          |
| V. Chulanov    | 9          | 0          | 0           | 0          | 1             | 0             | 0             | 0             | 10       | 0      | 0           | 0          |
| O. Čornomorec  | 8          | 0          | 0           | 0          | 0             | 0             | 0             | 0             | 8        | 0      | 0           | 0          |
| J. Kartušov    | 19         | 4          | 0           | 0          | 0             | 0             | 0             | 0             | 19       | 4      | 0           | 0          |
| L. Koberidze   | 8          | 0          | 0           | 0          | 0             | 0             | 0             | 0             | 8        | 0      | 0           | 0          |
| K. Kravčenko   | 8          | 0          | 0           | 0          | 1             | 0             | 0             | 0             | 9        | 0      | 0           | 0          |
| D. Favorov     | 11         | 3          | 0           | 0          | 0             | 0             | 0             | 0             | 11       | 3      | 0           | 0          |
| A. Gryshchenko | 16         | 1          | 0           | 0          | 0             | 0             | 0             | 0             | 16       | 1      | 0           | 0          |
| O. Josha       | 4          | 0          | 0           | 0          | 0             | 0             | 0             | 0             | 4        | 0      | 0           | 0          |
| O. Ivashchenko | 9          | 0          | 0           | 0          | 0             | 0             | 0             | 0             | 9        | 0      | 0           | 0          |
| M. Marusych    | 3          | 0          | 0           | 0          | 0             | 0             | 0             | 0             | 3        | 0      | 0           | 0          |
| M. Leshchenko  | 6          | 0          | 0           | 0          | 0             | 0             | 0             | 0             | 6        | 0      | 0           | 0          |
| M. Maksymenko  | 11         | 0          | 0           | 0          | 0             | 0             | 0             | 0             | 11       | 0      | 0           | 0          |
| V. Malyuk      | 5          | 0          | 0           | 0          | 1             | 0             | 0             | 0             | 6        | 0      | 0           | 0          |
| V. Melnyk      | 27         | 0          | 0           | 0          | 1             | 0             | 0             | 0             | 28       | 0      | 0           | 0          |
| P. Shchedrakov | 25         | 1          | 0           | 0          | 1             | 0             | 0             | 0             | 26       | 1      | 0           | 0          |
| O. Shevchenko  | 0          | 0          | 0           | 0          | 0             | 0             | 0             | 0             | 0        | 0      | 0           | 0          |
| S. Sitalo      | 13         | 0          | 0           | 0          | 1             | 0             | 0             | 0             | 14       | 0      | 0           | 0          |
| A. Smalko      | 6          | 0          | 0           | 0          | 0             | 0             | 0             | 0             | 6        | 0      | 0           | 0          |
| R. Sukhomlynov | 24         | 0          | 0           | 0          | 1             | 0             | 0             | 0             | 25       | 0      | 0           | 0          |
| M. Vovchenko   | 6          | 0          | 0           | 0          | 0             | 0             | 0             | 0             | 6        | 0      | 0           | 0          |
| J. Yeliseyev   | 16         | 0          | 0           | 0          | 1             | 0             | 0             | 0             | 17       | 0      | 0           | 0          |
| D. Zaderetskyi | 20         | 1          | 0           | 0          | 0             | 0             | 0             | 0             | 20       | 1      | 0           | 0          |